# Дюрен
Дюрен (нім. Düren) — місто у Німеччині, розташоване на річці Рур. Населення — 92 820 осіб (2010).

## Населення
- 1805 р. — 4563 осіб
- 1900 р. — 27 168 осіб
- 1944 р. — приблизно 22 000 осіб
- 1945 р. — 3806 осіб
- 1998 р. — 90 057 осіб
- 1999 р. — 91 092 осіб
- 2000 р. — 91 801 осіб
- 2001 р. — 92 292 осіб
- 2002 р. — 92 492 осіб
- 2003 р. — 92 966 осіб
- 2004 р. — 93 486 осіб
- 2010 р. — 92 820 осіб

## Міста-побратими
| Місто       | Країна               | Договір |
| ----------- | -------------------- | ------- |
| Альтмюнстер | Австрія              | 1971    |
| Кормей      | Франція              | 1970    |
| Ереглі      | Туреччина            | 2009    |
| Ґрадачац    | Боснія і Герцеговина | 2001    |
| Цзіньхуа    | КНР                  | 2002    |
| Стрий       | Україна              | 2001    |
| Валансьєнн  | Франція              | 1959    |

## Відомі люди
- Вальтер Альдінгер — німецький політик, депутат рейхстагу, штандартенфюрер СА. Народився в Дюрені
- Йоганн Петер Густав Лежен-Діріхле — німецький математик, відомий значним внеском до математичного аналізу, теорії функцій комплексної змінної та теорії чисел.
- Герман Гайнріх Ґоссен — прусський (німецький) економіст.